# Nazan Kesal
Nazan Kırılmış, conosciuta con il cognome del marito Kesal (Köprübaşı, 28 marzo 1969), è un'attrice e regista teatrale turca, nota in Italia  per aver interpretato il ruolo di Sevda Çağlayan / Fatma Özden nella serie Terra amara (Bir Zamanlar Çukurova).

## Biografia
Nata nel 1969 nel distretto di Köprübaşı, in provincia di Manisa (Turchia), Nazan Kırılmış dopo la sua formazione si è trasferita a Istanbul per intraprendere la carriera di recitazione.
Dopo aver completato l'istruzione primaria e secondaria in Magnesia, ha deciso di iscriversi presso la facoltà di belle arti del dipartimento teatrale e recitazione dell'Università di Dokuz Eylul di Smirne, dove nel 1991 ha conseguito la laurea. Dopo aver completato la sua formazione si è stabilita a Istanbul, dove ha preso parte a serie televisive, film e spot pubblicitari. Tra il 1996 e il 2004 ha lavorato come attrice e regista presso la direzione generale del teatro statale di Diyarbakır. All'inizio del 2004 ha lavorato presso il teatro statale di Bursa e allo stesso tempo ha anche collaborato in ensemble privati come il teatro d'arte di Ankara, il teatro Mirror, il teatro di Istanbul e il centro d'arte di Diyarbakır. Ha conseguito il master presso il dipartimento di cinema e TV della Beykent University.

## Vita privata
Dal 2005 è sposata con l'attore, regista, sceneggiatore e scrittore Ercan Kesal, dal quale ha avuto un figlio, Poyraz.

## Filmografia

### Cinema
- Biri Aida Diğeri Zeliha (1992)
- Cazibe Hanımın Gündüz Düşleri, regia di Irfan Tözüm (1992)
- Gölge Oyunu, regia di Yavuz Turgul (1993)
- Bir Sonbahar Hikayesi, regia di Yavuz Özkan (1994)
- Serada Aşk, regia di Tülay Eratalay (1995)
- İstanbul Kanatlarımın Altında, regia di Mustafa Altioklar (1996)
- Sara, regia di Orhan Oguz (1999)
- Yazgi, regia di Zeki Demirkubuz (2001)
- Uzak, regia di Nuri Bilge Ceylan (2002)
- Il piacere e l'amore (Iklimler), regia di Nuri Bilge Ceylan (2006)
- Vicdan, regia di Erden Kiral (2008)
- Saç, regia di Tayfun Pirselimoglu (2010)
- Muffa (Küf), regia di Ali Aydın (2012)
- Daire, regia di Atil Inaç (2013)
- Toz Bezi, regia di Ahu Öztürk (2015)
- Delibal, regia di Ali Bilgin (2015)
- Kardesim Benim, regia di Mert Baykal (2016)
- Kırık Kalpler Bankası, regia di Onur Ünlü (2017)
- Kaygı, regia di Ceylan Özgün Özçelik (2017)
- Tuzdan Kaide, regia di Burak Cevik (2018)
- Aydede, regia di Abdurrahman Öner (2018)
- Şuursuz Aşk, regia di Umut Ertek (2019)
- You Know Him, regia di Ercan Kesal (2020)
- Hayatla Barış, regia di Ekin Pandir (2024)
- Acı Kahve, regia di Soner Sert (2024)

### Televisione
- Tatli Betüs – serie TV (Show TV, 1993)
- Süper Baba – serie TV (ATV, 1993)
- Bizim Aile – miniserie TV, 1 episodio (Kanal D, 1996)
- Berivan – miniserie TV, 1 episodio (Kanal D, 2002)
- Mühürlü Güller – miniserie TV (TRT 1, 2003)
- Aliye – serie TV, 11 episodi (ATV, 2004)
- Yadigar – serie TV, 4 episodi (ATV, 2004)
- Rüzgarli bahçe – miniserie TV, 3 episodi (Kanal D, 2005)
- Şölen – serie TV (Fox, 2007)
- Cennetin Çocukları – serie TV (ATV, 2008)
- Hicran Yarası – serie TV (TRT 1, 2009-2010)
- Aşk ve Ceza – serie TV, 35 episodi (ATV, 2010)
- Bir Ömür Yetmez – serie TV (Star TV, 2011)
- Kayip Sehir – serie TV, 25 episodi (Kanal D, 2012-2013)
- Bugünün Saraylisi – serie TV, 36 episodi (ATV, 2013-2014)
- Analar ve Anneler – serie TV (ATV, 2015)
- Fazilet Hanım ve Kızları – serie TV, 50 episodi (Star TV, 2017-2018)
- Halka – serie TV, 19 episodi (TRT 1, 2019)
- Çocuk – serie TV, 18 episodi (Star TV, 2019-2020)
- Terra amara (Bir Zamanlar Çukurova) – serie TV, 39 episodi (ATV, 2020-2021)
- Oğlum – serie TV, 15 episodi (Show TV, 2022)
- Bir Peri Masalı – serie TV, 13 episodi (Fox, 2022)
- Aşka Düşman – serie TV, 4 episodi (TV8, 2024)
- Yan Oda – serie TV, 4 episodi (Star TV, 2024)

### Web TV
- Son Gün – web serie, 8 episodi (tabii, 2023)
- Kübra – web serie, 8 episodi (Netflix, 2024)

### Cortometraggi
- Hüküm, regia di L. Rezan Yesilbas (2008)
- Shift 12-48, regia di Fatih Ozdemir (2012)
- Gri bölge, regia di Derya Durmaz (2015)
- Unmade Bed, regia di Eytan Ipeker (2015)
- The Present, regia di Carlos Hagerman (2017)

## Teatro

### Attrice
- Cam Bardaklar Kırılsın di Adem Atar, presso il teatro (1993)
- Rosa Lüksemburg di Rekin Teksoy, presso il teatro Ayna (1994)
- Ziyaretçi di Tuncer Cücenoğlu, presso il teatro Ayna (1995)
- Çetin Ceviz di Barillet ve Gredy, presso il teatro di Istanbul (1996)
- Düdükçülerle Fırçacıların Savaşı di Aziz Nesin, presso il teatro statale di Diyarbakır (1997)
- Burnunu Kaybeden Palyaço di Nil Banu Engindeniz, presso il teatro statale di Diyarbakır (1997)
- Tartuffe di Molière, presso il teatro statale di Diyarbakır (1997)
- Kaç Baba Kaç di Ray Cooney, presso il teatro statale di Diyarbakır (1997)
- Yolcu di Nâzım Hikmet, presso il teatro statale di Diyarbakır (1998)
- Bir Yaz Gecesi Dönümü Rüyası di William Shakespeare, presso il teatro statale di Diyarbakır (1999)
- Şahmeran di Nâzım Hikmet, presso il teatro statale di Diyarbakır (1999)
- Gözlerimi Kaparım, Vazifemi Yaparım di Haldun Taner, presso il teatro statale di Diyarbakır (2000)
- Barış di Aristofane, presso il teatro statale di Diyarbakır (2001)
- Deli Dumrul di Güngör Dilmen, presso il teatro statale di Diyarbakır (2001)
- Mikado'nun Çöpleri di Melih Cevdet Anday, presso il teatro statale di Diyarbakır (2002)
- 8 Mart Dünya Kadınlar Günü kutlamaları, presso il teatro statale di Diyarbakır (2003)
- Bernarda Alba'nın Evi di Federico Garcia Lorca, presso il teatro statale di Bursa (2004)
- Hitit Güneşi di Turgay Nar, presso il teatro statale di Bursa (2005)
- Karşılaşmalar di Can Utku, presso il teatro statale di Bursa (2009)
- Özgürlük Oyunu di Adem Atar, presso il teatro statale di Bursa (2010)
- Torun İstiyorum di Thomas Jonigk (2016)
- Yaralarım Aşktandır di Şebnem İşigüzel (2019)

### Regista
- O Şehrin Çocukları, presso il Centro d'arte di Diyarbakır (1993)
- Öç di Orhan Asena, presso il teatro statale di Diyarbakır (2000)
- 8 Mart Dünya Kadınlar Günü, presso il teatro d'arte di Ankara (2003)

## Doppiatrici italiane
Nelle versioni in italiano dei suoi film e delle sue serie TV, Nazan Kesal è stata doppiata da:
- Rosalba Caramoni[22] ne Il piacere e l'amore[23]
- Emanuela Baroni[24] in Terra amara,[25] in Kübra[26]

## Riconoscimenti
- Festival di Antalya Golden Orange
  - 2006: Vincitrice come Miglior attrice non protagonista per İklimler
- Festival Internazionale del Cinema di Ankara
  - 2014: Vincitrice come Miglior attrice per Daire
- Festival Internazionale del Cinema di Istanbul
  - 2011: Vincitrice come Miglior attrice per Saç
- Sadri Alisik Theatre and Cinema Awards
  - 2012: Vincitrice come Miglior interpretazione di un'attrice in un film drammatico per Saç
- Turkish Film Critics Association (SIYAD) Awards
  - 2006: Candidata come Miglior attrice non protagonista per Iklimler
  - 2011: Vincitrice come Miglior attrice per Saç
  - 2020: Candidata come Miglior attrice non protagonista per You Know Him